# Шамшурин, Александр Яковлевич
Александр Яковлевич Шамшурин (1923—1988) — участник Великой Отечественной войны, командир пулемётного отделения 492-го стрелкового полка (199-я стрелковая дивизия, 49-я армия, 2-й Белорусский фронт), сержант. Герой Советского Союза (1945).

## Биография
Родился в Ижевске в рабочей семье. По национальности русский. Окончил 7 классов, работал фрезеровщиком на Ижевском машиностроительном заводе. С началом Великой Отечественной войны пытался добиться отправки на фронт, но был оставлен для работы в тылу. В июне 1943 года был призван Пастуховским райвоенкоматом Ижевска.
В действующей армии с 8 августа 1943 года. Войну начал на Западном фронте связистом. В одном из боёв, будучи ранен, для восстановления разорванной связи соединил оголённые концы проводов, зажав их зубами. Связь была восстановлена, часть выполнила боевую задачу. За этот подвиг был награждён орденом Красной Звезды.
После госпиталя был направлен на курсы пулемётчиков в учебной роте младших командиров 199-й стрелковой дивизии. Воевал на 2-й Белорусском фронте. В бою у реки Бася, Александр Яковлевич гранатой подорвал танк и бутылкой с горючим поджёг его, за что был награждён орденом Славы 3-й степени.
В ночь на 26 июня 1944 года Шамшурин во главе пулемётного отделения переправился на правый берег Днепра и занял оборону в районе деревни Полыковичи (севернее Могилёва). Бойцы отделения пулемётным огнём отразили 2 контратаки противника, отвлекая его внимание от переправы основных сил.
В одной из других операций отделение Шамшурина получило приказ отрезать дорогу вражеской колонне, шедшей на помощь обороняющимся частям. Ценой тяжёлых потерь приказ был выполнен. Во время боёв за освобождение Минска Александр Шамшурин заменил погибшего командира батальона. В бою своим пулемётом уничтожил более 50 вражеских солдат. За мужество и героизм ему было присвоено звание Героя Советского Союза.
В июле 1944 года Александр Шамшурин получил тяжёлое ранение. После госпиталя в 1945 году был демобилизован. Вернулся в Ижевск, работал на машиностроительном и механическом заводах. В 1955 году Александр Яковлевич переехал в Глазов, работал на Чепецком механическом заводе токарем, слесарем-ремонтником, машинистом насосных установок. С 1977 года на пенсии, скончался 15 января 1988 года. Похоронен в Глазове.

## Награды
- Медаль «Золотая Звезда» (указ от 24 марта 1945 года, № 7463);
- орден Ленина;
- орден Отечественной войны 1-й степени;
- орден Красной Звезды;
- орден Славы 3-й степени;
- медали.

## Память
- Бюст Александра Шамшурина установлен в мемориальном комплексе «Аллея славы» в Глазове[4].